# Пагодная неясыть
Пагодная неясыть (лат. Strix seloputo) — представитель рода неясытей, обитающий в Юго-Восточной Азии.

## Описание
Пагодная неясыть обитает на большей части полуострова Индокитай, на острове Суматра и ряде других островов. В ареал входят такие страны как Бирма, Таиланд, Малайзия и Индонезия. Это сравнительно крупная для своего рода птица (44—47 см), имеет шоколадно-коричневый окрас с белыми пятнами на спине. Грудь светло-желтая с темными полосами. Лицевой диск красновато-коричневый. В дикой природе селится в лесах и мангровых зарослях неподалеку от открытых и полуоткрытых территорий, не выше 1000 метров над уровнем моря. По мере сокращения природной среды обитания, эта птица неплохо адаптировалась к антропогенному ландшафту, её можно встретить на плантациях и парках. Ведет сумеречный и ночной образ жизни. Её рацион составляют грызуны, мелкие птицы и крупные насекомые. Репродуктивный сезон длится с января по август. Для гнездовий используют дупла деревьев или заброшенные гнезда других птиц, где самка откладывает обычно два яйца.
Известны по крайней мере три подвида:
- Strix seloputo seloputo — Бирма, центральный Таиланд, (Суматра) и остров Ява
- Strix seloputo baweana — Эндемик острова Бавеан
- Strix seloputo wiepkini — Каламианские острова и Палаван (Филиппины)

## Галерея

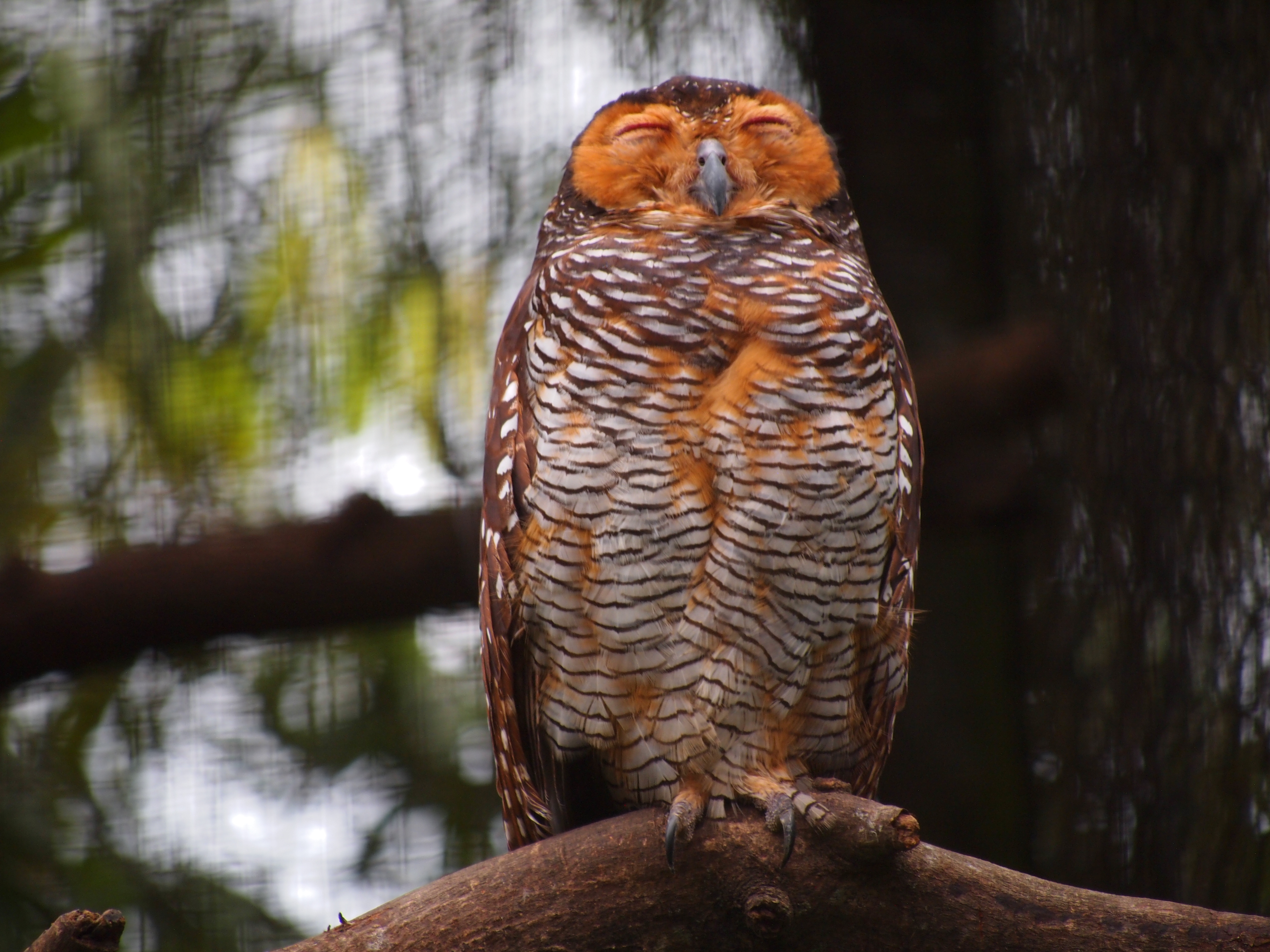
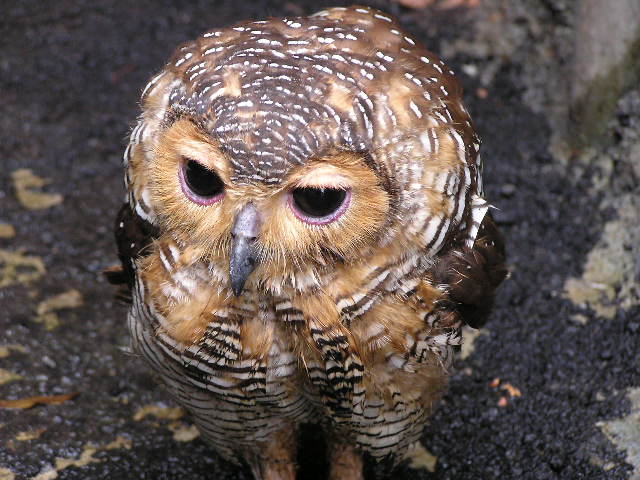